# 649

## Decese
- 17 mai: Papa Teodor I  (n. ?)
- dată necunoscută: Ioan Scărarul  (n. 579)